# Косткин, Лев Васильевич
Лев Васильевич Ко́сткин (1909, Нижний Новгород, Российская империя — ?) — советский инженер, автостроитель.

## Биография
Родился в 1909 году в Нижнем Новгороде. В 1930 году окончил Казанский энергетический институт и в декабре того же года начал работать на строящемся Нижегородском автозаводе (будущий ГАЗ) в должности инженера-конструктора технического отдела.
В 1934—1935 годах служил в РККА, после чего вернулся на ГАЗ и был назначен начальником группы в конструкторский коллектив, организованный для создания новой базовой модели легкового автомобиля M-1.

В последующем — ведущий конструктор КБ шасси и двигателей; занимался разработкой систем питания и охлаждения для автомобилей М-1, ГАЗ-11-40, ГАЗ-61. В годы Великой Отечественной войны участвовал в разработке боевой техники.
С 1948 года начальник конструкторского отдела грузовых автомобилей, с 1951 года главный конструктор ГАЗа.
В следующем году снят с должности и переведен на работу инженером на Минский автомобильный завод. В 1954 году назначен главным конструктором МАЗа, в 1961—1962 годах главный инженер.
В 1962—1966 годах председатель СНХ БССР.
В дальнейшем работал в Министерстве автомобильной промышленности: в 1966—1969 годах начальник управления конструкторских и экспериментальных работ, в 1969—1975 годах заместитель председателя научно-технического совета Минавтопрома.
В 1975 году вышел на пенсию.

## Награды и премии
- Сталинская премия второй степени (1947) — за создание грузового автомобиля ГАЗ-51
- Сталинская премия третьей степени (1951) — за работу в области военной техники
- орден Ленина (1952)
- орден Трудового Красного Знамени (1941).